# Facultad de Psicología (Universidad Complutense de Madrid)
La Facultad de Psicología de la Universidad Complutense de Madrid (UCM) se encuentra en el campus de Somosaguas, en Pozuelo de Alarcón. Los estudios de psicología en España se remonta a los años 50. En 1980 la Sección de Psicología de la Facultad de Filosofía y Ciencias de la Educación se transformó en la actual Facultad de Psicología. Su festividad es el día de Juan Huarte de San Juan.

## Estudios[12]

### Programas degrado
- Grado en Logopedia.
- Grado en Psicología (ofrece un grupo en inglés).

### Programas demáster
- Máster Universitario en Intervención Logopédica.
- Máster Universitario en Metodología de las Ciencias del Comportamiento y de la Salud (conjunto con UAM y UNED).
- Máster Universitario en Mujeres y Salud.
- Máster Universitario en Prevención de Riesgos Laborales. Especialidad en Ergonomía y Psicosociología Aplicada.
- Máster Universitario en Psicofarmacología y Drogas de Abuso.
- Máster Universitario en Psicogerontología.
- Máster Universitario en Psicología de la Educación.
- Máster Universitario en Psicología del Trabajo y de las Organizaciones y Gestión de Recursos Humanos.
- Máster Universitario en Psicología General Sanitaria.
- Máster Universitario en Psicología Social.

### Programas dedoctorado
- Doctorado en Psicología.

### Programas detítulo propiode la UCM
- Máster Propio UCM en Inteligencia Emocional e Intervención en Emociones y Salud.
- Máster Propio UCM en Neuropsicología Cognitiva.
- Máster Propio UCM en Neuropsicología Infantil.
- Máster Propio UCM en Programas de Intervención Psicológica en Contextos Educativos.
- Máster Propio UCM en Programas de Intervención Psicológica en Contextos Educativos (semipresencial).
- Máster Propio UCM en Psicología Clínica, Legal y Forense.
- Máster Propio UCM en Psicología Clínica, Práctica Profesional.
- Máster Propio UCM en Psicooncología y Cuidados Paliativos.
- Máster Propio UCM en Psicoterapia Psicoanalítica.
- Máster Propio UCM en Terapia Familiar y de Pareja para Profesionales de la Salud.
- Máster Propio UCM en Victimología: Atención Psicológica a Víctimas.
- Especialista en Intervención Clínica en Lectura y Escritura (en línea).
- Especialista en Intervención en la Ansiedad y el Estrés.
- Experto en Terapia Familiar Sistémica.[13]

### Colaboración en otros programas
- Grado en Terapia Ocupacional.
- Máster Universitario en Ciencias de las Religiones.

## Departamentos[14]
- Departamento de Metodología de las Ciencias del Comportamiento.
- Departamento de Personalidad, Evaluación y Tratamiento Psicológico I (Personalidad, Evaluación y Psicología Clínica).
- Departamento de Personalidad, Evaluación y Tratamiento Psicológico II (Psicología Diferencial y del Trabajo).
- Departamento de Psicobiología.
- Departamento de Psicología Básica I (Procesos Básicos).
- Departamento de Psicología Básica II (Procesos Cognitivos).
- Sección Departamental de Psicología Evolutiva y de la Educación.
- Sección Departamental de Psicología Social.
- Unidad Docente de Antropología Social.
- Unidad Docente de Filosofía del Derecho, Moral y Política II.
- Unidad Docente de Lógica y Filosofía de la Ciencia.
- Unidad Docente de Sociología IV.